# Milan-San Remo 1917
La 10e édition de la course cycliste, Milan-San Remo a eu lieu le 15 avril 1917 et a été remportée par l'Italien Gaetano Belloni. La course revient après une absence d'un an due à la Première Guerre mondiale.

## Classement final
|    | Cycliste            | Pays   | Équipe  | Temps             |
| -- | ------------------- | ------ | ------- | ----------------- |
| 1  | Gaetano Belloni     | Italie | Bianchi | 12 h 44 min 09 s  |
| 2  | Costante Girardengo | Italie | Bianchi | + 11 min 48 s     |
| 3  | Angelo Gremo        | Italie | Bianchi | + 42 min 21 s     |
| 4  | Camillo Bertarelli  | Italie | -       | + 42 min 21 s     |
| 5  | Luigi Cuppi         | Italie | -       | + 42 min 21 s     |
| 6  | Pietro Bestetti     | Italie | -       | + 42 min 21 s     |
| 7  | Ezio Corlaita       | Italie | -       | + 55 min 41 s     |
| 8  | Francesco Ceruti    | Italie | -       | + 56 min 54 s     |
| 9  | Leopoldo Torricelli | Italie | Maino   | + 1 h 12 min 00 s |
| 10 | Michele Robotti     | Italie | -       | + 1 h 19 min 00 s |